# Hama Editora
A  Hama Editora  é uma editora brasileira, sediada na cidade do Rio de Janeiro.
A empresa de comunicação é especializada na elaboração, produção, edição e impressão de livros, revistas e informativos. A Editora oferece serviços de produção gráfica e editorial para outras empresas, entidades e organizações, além da realização de eventos . A Hama possui 22 livros e, atualmente, são publicadas duas revistas, uma mensal e outra trimestral, com circulação total de 35 mil exemplares.

## História
A Hama Editora foi fundada em 1996, por Jorge Vieira Gonzaga e Rosangela Feitosa, e surgiu, inicialmente, como uma empresa de produção gráfica. Ao perceber a demanda do mercado, ampliou a área de atuação para a produção editorial. Assim, surgiu a Revista da Papelaria que, durante muito tempo, foi o principal produto da Editora. Esta destina-se, principalmente, ao comércio varejista. Devido à experiência bem sucedida da publicação, abriu-se o caminho para a criação do Guia Brasileiro do Comprador de Papelaria, que já está em sua nona edição.
A estrutura física da empresa conta com um escritório sede no Rio de Janeiro e com representação comercial em São Paulo. A Editora, ao longo dos anos, mantêm publicações para clientes como ASA, Secom e Marazul. O objetivo é produzir trabalhos editoriais e gráficos para empresas, organizações e segmentos de negócios específicos.
Em 2003, seguindo o mesmo foco e com ligação direta com os empresários, a Editora lançou seu primeiro livro:  Gestão Estratégica de Papelaria , de Dilson Tomio e Nilmar Paul.
Em 2006, a Hama iniciou um novo projeto editorial, após associação com a jornalista Luciana Bittencourt, com o intuito de ampliar o seu mercado: a  Revista Noivas Rio de Janeiro . Há seis anos no mercado, a publicação destina-se às mulheres que pretendem escolher todos os itens de um casamento. O sucesso da revista permitiu a realização de eventos para o mesmo público-alvo, como o Momento Noiva em Dia, que já teve duas edições. Ainda em 2006, a Editora publicou o seu segundo livro: Falando de Negócios.
Em 2008, a Editora publicou mais oito obras: 120 Anos de Abolição; Câncer: Sentença ou Renovação; Casar é Muito Fácil; Liderando com Entusiasmo; Rádio em Ação; e três edições da série Reciclagem Empresarial em Papelaria.
Em 2009, foram lançados oito novos livros:  Atraídos pelo Amor; As Chamas Frias da Fidelização; Enigmas da Alma; Maçu da Mangueira; Maternidade e Antimaternidade Lúcida; No Silêncio da Noite; O Canto da Rosa;  e  Contos de Todos Nós . Na estreia da Hama na Bienal do Livro, a obra foi lançada, após a seleção de 20 contos.
Em 2010, foi publicado o primeiro e único livro infantil da Editora, As Aventuras de uma Cachorrinha Peralta. Em 2011, a Hama lançou mais três obras: Delegado e Dionísio; Histórias Recontadas; e Minha Vida em Versos.

## Publicações

### Livros
- Gestão Estratégica de Papelaria, de Dilson Tomio e Nilmar Paul
- Falando de Negócios,  de João Luiz Gabassi
- 120 Anos de Abolição,  de Jorge da Silva
- Câncer: Sentença ou Renovação,  de Eliane Furtado
- Casar é Muito Fácil,  de Emanuelle Missura e Luciana Bittencourt
- Liderando com Entusiasmo,  de João Luiz Gabassi
- Rádio em Ação,  de Dáurea Gramático
- Série Reciclagem Empresarial em Papelaria
- Atraídos Pelo Amor,  de Eliane Furtado
- As Chamas Frias da Fidelização,  de João Luiz Gabassi
- Enigmas da Alma,  de Mônica Alencar
- Maçu da Mangueira,  de Sérgio Gramático Júnior
- Maternidade e Antimaternidade Lúcida,  de Jackeline Bittencourt de Lima
- No Silêncio da Noite,  de Carlos Alberto Carvalho
- O Canto da Rosa,  de Rosa Goldfarb
- Contos de Todos Nós
- As Aventuras de uma Cachorrinha Peralta,  de Eliane Furtado
- Delegado e Dionísio,  de Sérgio Gramático Júnior
- Histórias Recontadas,  de João Luiz Gabassi
- Minha Vida em Versos,  de Ronaldo J. A. Schuch Júnior

### Revistas
- Noivas Rio de Janeiro

A Revista Noivas Rio de Janeiro começou a ser comercializada em 2006 e tem uma tiragem de 15 mil exemplares. É publicada trimestralmente, acompanhando as quatro estações do ano. Atualmente, a revista é comercializada somente para o Estado do Rio de Janeiro. As páginas da publicação tratam de todos os detalhes que a mulher precisa saber para a organização do seu casamento.
- Revista da Papelaria

A  Revista da Papelaria — Papel & Arte  foi criada em 1993 e é especializada no mercado de papelaria. A publicação é mensal e tem uma tiragem de 20 mil exemplares. Ela é associada à Anatec (Associação Nacional de Revistas Técnicas e Especializadas) e a representante do Brasil na ISPA (do inglês International Stationery Press Association). Sua circulação é dirigida e feita através de assinaturas para revendas e grandes compradores de material de papelaria - produtos escolares, de escritório, artísticos, de informática e expressão social. A revista promove, anualmente, o Prêmio Brasil Excelência em Papelaria.

### Outros
- Guia Brasileiro do Comprador de Papelaria